# Emil Constantinescu
Emil Constantinescu (született: Bender, 1939. november 19.) román politikus és geológus. 1996 és 2000 között Románia köztársasági elnöke.

## Tanulmányai
Emil Constantinescu 1939. november 19-én született az akkor a Román Királysághoz tartozó Benderben (ma Moldova, de facto Dnyeszter Menti Köztársaság). Apja Olténiából származó Ion Constantinescu agrármérnök, anyja Maria Georgeta Colceag hárfaművész volt. A család 1943-ban a közelítő front elől az Argeș megyei Brădetu faluba költözött, Emil itt töltötte a gyermekkorát. Marina húga 1942-ben, Cristian öccse 1946-ban született.
1956-ban Piteștiben, a Nicolae Balcescu Gimnáziumban (ma I. C. Bratianu Gimnázium) érettségizett és ugyanabban az évben beiratkozott a Bukaresti Egyetem jogi karára. 1960-ban megszerezte jogi diplomáját és a pitești megyei bíróságon kezdett dolgozni, azonban a politikai körülmények miatt inkább feladta karrierjét és a következő évben újra beiratkozott az egyetemre, ezúttal geológia-földrajz szakra. 1966-ban megkapta geológus diplomáját.
1963-ban feleségül vette a jogász végzettségű Nadia Ileanát.

## Szakmai pályafutása
Constantinescu 1966-tól a Bukaresti Egyetem geológiai tanszékén dolgozott tanárként, 1991 óta a mineralógia professzora. 1990-1992 között az egyetem rektorhelyettese, 1992-1996 között pedig rektora, egyben a Rektorok Nemzeti Tanácsának elnöke volt. 1991-92-ben az amerikai Duke University vendégtanára. Pályafutása alatt 12 könyvet és több mint 60 cikket publikált román és külföldi szaklapokban. Angol, német, amerikai, görög, japán és francia geológiai és minerológiai társaságok rendes vagy tiszteletbeli tagja és számos szakmabeli díj tulajdonosa. 

## Politikai tevékenysége (1990–1996)
A Ceaușescu-rezsim 1989. decemberi bukása után Constantinescu, több kollégájával együtt, politikai aktivitásba kezdett. 1990 április-májusában részt vett az új kormányzat antidemokratikus lépései ellen tiltakozó Egyetem-téri tüntetéseken, melyet a kormány a fővárosba felutaztatott bányászokkal veretett szét. Alapító tagja és alelnöke volt a Polgári Szövetségnek (Alianței Civice). A szervezet 1991-ben több más ellenzéki szerveződéssel és párttal közösen létrehozta a Romániai Demokratikus Konvenciót (Convenția Democratică din România, CDR). Az 1992-es elnökválasztáson Constantinescu a CDR elnökjelöltjeként indult, ahol a második fordulóban 38%-ot kapott. Ezután a CDR elnökévé választotta és a következő, 1996-os választáson is ő volt a pártszövetség jelöltje a köztársasági elnöki pozícióra.

## Elnökként

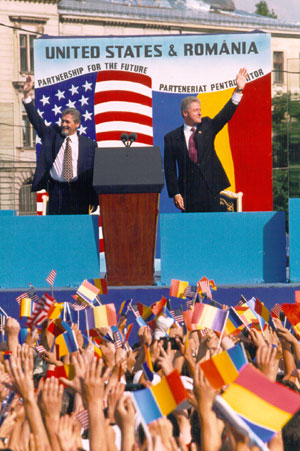
Emil Constantinescu és Bill Clinton az amerikai elnök bukaresti látogatásáon, 1997-ben

1996-ban a CDR megnyerte a parlamenti és önkormányzati választásokat és Emil Constantinescu 7 millió szavazattal első lett a közvetlen köztársasági elnökválasztáson. A CDR a Romániai Magyar Demokrata Szövetséggel és a Szociáldemokrata Unióval (Uniunea Social Democrată) lépett koalícióra. A kormány széles körű gazdasági, igazságszolgáltatási és közigazgatási reformokat helyezett kilátásba, valamint a privatizáció felgyorsítását. Létrejött a kommunista rezsim által elkobzott föld- és erdőbirtokok visszaszolgáltatását szabályozó törvény, az ügynöktörvény; törvények születtek a korrupció és a pénzmosás visszaszorítására. A koszovói háború idején Románia engedélyezte, hogy légterén áthaladjanak a NATO repülőgépei.
Constantinescu részt vett a nemzetközi konferenciákon, melyek Románia NATO-tagságát (Madrid, 1997; Washington, 1999) tárgyalták és megkezdték az ország csatlakozási tárgyalásait az Európai Unióval (Helsinki, 1999). Jelentős infrastrukturális beruházások kezdődtek ("Románia keresztúton" program) és az elnök támogatta a közép-ázsiai földgáz és olaj továbbítását szolgáló Konstanca-Trieszt vezeték megépítését.
A gazdasági problémák és magyar nyelvű felsőoktatás tisztázatlan helyzete miatt bojkottáló RMDSZ 1998-ban a kormány válságba került. Országszerte tüntetések zajlottak, a Zsil-völgyi bányászok bukaresti tüntetése erőszakba torkollott. Victor Ciorbea miniszterelnök márciusban lemondott, az új kormányfő Radu Vasile lett. A heterogén kormánykoalíció azonban nehézkesen működött és Vasile 1999 végén leköszönt tisztségéből, helyét a 2000-es választásokig Mugur Isărescu, a Nemzeti Bank elnöke vette át.
A 2000-es elnökválasztáson a gazdasági válság és a szélsőségesek előretörése miatt csalódott Constantinescu nem indult. Elnöksége utolsó gesztusaként kegyelmet adott az 1989-es temesvári tüntetések véres leveréséért elítélt Ion Comannak. 

## Elnöksége után
2000 decembere után Emil Constantinescu visszatért egyetemi teendőihez, valamint kormányzattól független szervezetekben vállalt szerepet. Elnöke volt a Civil Oktatási Szövetségnek, a Román Demokratikus Alapítványnak és a Regionális Együttműködési és Konfliktusmegelőzési Intézetnek. 2001-ben alapítója volt a Balkáni Politikai Klubnak. 2004-2007 között tagja volt a Frankofónia Nagytanácsának, 2006-tól pedig a budapesti székhelyű Demokratikus Átalakulásért Intézet nemzetközi tanácsadó testületének.
2002-ben visszatért a politikába Népi Akció (Acțiunea populară) nevű pártjával, amely 2008-ban beolvadt a Nemzeti Liberális Pártba. 

## Díjai, kitüntetései
Román kitüntetések:
- a Vitéz Mihály-rend nagymestere
- a Románia Csillaga-rend nagymestere
- A Román Hadsereg Becsületrendje (Emblema de Onoare a Armatei României)(2012)

Külföldi kitüntetések   
- Fehér Rózsa-rend, Finnország (1998)
- Török Köztársasági Érdemrend, Törökország (1999)
- a Szt. Olav-rend nagykeresztje, Norvégia (1999)
- Az Osztrák Köztársaság Szolgálatáért érdemrend nagycsillaga, Ausztria (1999)
- Elefántrend, Dánia (2000)
- Tomislav király-rend, Horvátország (2000)
- Fehér Kettőskereszt-rend nagykeresztje, Szlovákia (2000)
- Dannebrog-rend, Dánia

## Fordítás
- Ez a szócikk részben vagy egészben  az   Emil Constantinescu című román Wikipédia-szócikk ezen változatának fordításán alapul.  Az eredeti cikk szerkesztőit annak laptörténete sorolja fel. Ez a jelzés csupán a megfogalmazás eredetét és a szerzői jogokat jelzi, nem szolgál a cikkben szereplő információk forrásmegjelöléseként.